# 亞歷山大·佩亞
亞歷山大·皮亞（Alexander Peya，1980年6月27日—）是一位奧地利職業網球運動員。2007年4月30日，他到達目前為止單打最高排名92位。2007年1月15日，他到達目前為止最高雙打排名48位。他在維也納出生，並一直居住在維也納。
2008年9月，他在台維斯盃升降賽，幫助奧地利擊敗英國。

## 外部連結
- 亞歷山大·佩亞（英文/西班牙文）的官方資料
- 亞歷山大·佩亞的國際網球總會 職業／青少年 官方資料（英文）
- 亞歷山大·佩亞的官方資料（英文）